# Dème de l'Eurotas
Pour les articles homonymes, voir Eurotas.
Le dème de l'Eurotas (grec moderne : Δήμος Ευρώτα, Dhimos Evróta) est une circonscription administrative de la périphérie (Grèce) du Péloponnèse, dans le district régional de Laconie, en Grèce. 
Il a été créé dans le cadre du programme Kallikratis (2010) par la fusion des dèmes préexistants de Géronthres, Hélos, Crocées (en), Niata (en), Skala, devenus des districts municipaux. Il porte le nom du fleuve Eurotas.
Son siège est la localité de Skala.

## Districts municipaux

### District de Géronthres (1793 hab.)
- Geráki